# 동진여객 (제주)
동진여객(東進旅客)은 제주특별자치도의 시내버스 운송 업체이며, 본사는 제주특별자치도 제주시 서광로 178-6 (오라동)에 있다.

## 연혁
- 1987년 11월 1일 : 회사 설립

## 운행 노선

### 급행버스
- ● 131번,132번: 제주국제공항 ↔ 남원생활체육관
- ● 181번 : 제주국제공항 ↔ 5·16도로 ↔ 평화로 ↔ 제주국제공항

### 간선버스
- ● 231번,232번 : 제주시외버스터미널(오라동) ↔ 번영로 ↔ 비자림로 ↔ 남원생활체육관 ↔ 서귀포중앙로터리(서귀포등기소)
- ● 281번 : 제주시외버스터미널(오라동) ↔ 성판악 ↔ 서귀포시외버스터미널
- ● 345번 : 제주대학교 ↔ 삼화지구 ↔ 제주대학교
- 346번 : 영주고등학교 ~ 삼화지구 ~ 영주고등학교
- 347번 : 월평 ~ 삼화지구 ~ 월평

### 지선버스
- ● 435번 : 한라도서관 ↔ 인화동 ↔ 한라도서관
- ● 436번 : 한라도서관 ↔ 제주시외버스터미널(오라동) ↔ 한라도서관
- ● 451번,452번 : 도리초등학교 ↔ 연동주민센터 ↔ 도리초등학교
- ● 453번,454번 : 도리초등학교 ↔ 서해안로 ↔ 도두동
- ● 471번,472번,473번 : 제주한라대학교 ↔ 제주국제대학교
- ● 475번 : 탐라교육원 ↔ 제주대학교(영주고등학교)
- ● 437번 : 한라도서관 ~ 신제주초등학교 ~ 한라도서관
- ● 477번 : 제주대학교 ~ 연북로 ~ 제주대학교

## 보유 차량

#### 자일대우버스
- 자일대우 NEW BS106
- 자일대우 NEW BC211
- 자일대우 FX116 하모니

#### 현대자동차
- 현대 그린시티
- 현대 뉴 슈퍼 에어로시티
- 현대 유니버스 스페이스 엘레강스
- 현대 뉴 유니버스 엘레강스 F/L
- 현대 일렉시티

## 같이 보기
- 제주특별자치도의 시내버스